# Kramsta
Kramsta is een plaats in de gemeente Ljusdal in het landschap Hälsingland en de provincie Gävleborgs län in Zweden. De plaats heeft 65 inwoners (2005) en een oppervlakte van 18 hectare.